# Say Somethin (пісня Остіна Махона)
«Say Somethin» (укр. Скажи що-небудь) — пісня американського співака і автора пісень Остіна Махона з його дебютного мініальбому Extended Play. Сингл вийшов 5 червня 2012 і одразу потрапив у низку музичних чартів. Пісня поєднує в собі сучасний тін-поп 2010-х років з вінтажними поп ритмами 1950-х і 1960-х років.

## Чарти
У 2012 році Махон випустив промо-сингл «11:11», який зайняв 19 позицію в чарті журналу Billboard Heatseekers Songs. Наступна пісня «Say Somethin» посіла 34 місце в престижнішому чарті Billboard Pop Songs.
. Окрім того, сингл «Say Somethin» увійшов до чарту Ukraine Pop українського медіасервісу ФДР і 16 жовтня 2013 посів там 2 місце.
| Чарт (2012)                         | Найвища позиція |
| ----------------------------------- | --------------- |
| Ukraine Pop (ФДР)                   | 2               |
| США (Mainstream Top 40) (Billboard) | 34              |

## Музичне відео
Музичне відео на пісню було опубліковане 11 вересня 2012 року на YouTube. У кліпі Остін Махон та інші учні в школі розважаються, бешкетують та танцюють.